# Ried im Innkreis
Ried im Innkreis es una ciudad situada en el distrito de Ried, en el estado de Alta Austria, Austria. Tiene una población estimada, a inicios de 2024, de 12 674 habitantes.
Es la capital del distrito.